# Ocinebrina edwardsii
Ocinebrina edwardsii là một loài ốc biển, là động vật thân mềm chân bụng sống ở biển thuộc họ Muricidae, họ ốc gai.

## Phân loại
Các giống sau được cho vào đồng nghĩa:
- Ocinebrina edwardsi var. albina Pallary, 1906: đồng nghĩa của Ocinebrina hispidula (Pallary, 1904)
- Ocinebrina edwardsi var. cincta Pallary, 1906: đồng nghĩa của Ocinebrina hispidula (Pallary, 1904)
- Ocinebrina edwardsi var. fasciatus Settepassi, 1977: đồng nghĩa của Ocinebrina hybrida (Aradas & Benoit, 1876)
- Ocinebrina edwardsi var. hispidula Pallary, 1904: đồng nghĩa của Ocinebrina hispidula (Pallary, 1904)
- Ocinebrina edwardsi var. mutica Pallary, 1906: đồng nghĩa của Ocinebrina hispidula (Pallary, 1904)
- Ocinebrina edwardsii var. apiculata Pallary in Dautzenberg, 1917: đồng nghĩa của  Ocinebrina edwardsii (Payraudeau, 1826)
- Ocinebrina edwardsii var. cassidula Monterosato, 1884: đồng nghĩa của Ocinebrina edwardsii (Payraudeau, 1826)
- Ocinebrina edwardsii var. elongata Setepassi, 1977: đồng nghĩa của  Ocinebrina edwardsii (Payraudeau, 1826)
- Ocinebrina edwardsii var. ventricosa Bellini, 1929: đồng nghĩa của  Ocinebrina edwardsii (Payraudeau, 1826)

## Miêu tả
Kích thước vỏ ốc khoảng 12 mm and 20 mm

## Phân bố
Loài này phân bố ở các vùng nước châu Âu và ở Biển Địa Trung Hải dọc theo Hy Lạp và Apulia, Italy; ở Đại Tây Dương dọc theo Tây Phi.